# Вулиця Йосефа Перля (Тернопіль)
Вулиця Йозефа Перля — коротка вулиця в мікрорайоні «Оболоня» міста Тернополя. Названа на честь єврейського письменника та громадського діяча Йозефа Перля.

## Відомості
Розпочинається від вулиці Князя Острозького, пролягає на південь паралельно вулиці Гуго Коллонтая до вулиці Торговиця, де і закінчується.

## Комерція
- Хостел «У Поттера» (Перля, 1А)

#### ТЦ «Новус» (Перля, 3)
- Магазини «NOVUS», «JYSK», «Family», «Ельдорадо», «Щодня», «Офіс-Центр» та інші
- Аптека «Доброго дня»

## Транспорт
Громадський транспорт по вулиці не курсує, найближчі зупинки знаходяться на вулицях Князя Острозького та Торговиця.